# Abesszin bozótgébics
Az abesszin bozótgébics (Laniarius aethiopicus) a madarak osztályának verébalakúak (Passeriformes) rendjébe és a bokorgébicsfélék (Malaconotidae) családjába tartozó faj.

## Rendszerezése
A fajt Johann Friedrich Gmelin német természettudós írta le 1788-ban, a Turdus nembe Turdus aethiopicus néven.

## Előfordulása
Angola, Benin, Botswana, Burundi, Kamerun, a Közép-afrikai Köztársaság, Csád, a Kongói Demokratikus Köztársaság, Elefántcsontpart, Dzsibuti, Dél-Szudán, Eritrea, Etiópia, Ghána, Guinea, Bissau-Guinea, Kenya, Libéria, Malawi, Mozambik, Namíbia, Nigéria, Sierra Leone, Szomália, a Dél-afrikai Köztársaság, Szudán, Tanzánia, Togo, Uganda, Zambia és Zimbabwe területén honos.
Természetes élőhelyei a szubtrópusi és trópusi síkvidéki és hegyi esőerdők, száraz erdők, cserjések és szavannák, valamint vidéki kertek. Állandó, nem vonuló faj.

## Megjelenése
Testhossza 25 centiméter, testtömege 52-62 gramm. Egész felső része, egy fehér szárnycsík kivételével, fekete; alul tiszta fehér, rózsaszínű futtatással. Szeme vörösbarna, csőre fekete, lába kékesszürke.

## Életmódja
Rovarokkal táplálkozik.

## Szaporodása
Fészekalja 1-3 tojásból áll, melyen 14-16 napig kotlik.

## Természetvédelmi helyzete
Az elterjedési területe rendkívül nagy, egyedszáma pedig stabil. A Természetvédelmi Világszövetség Vörös listáján nem fenyegetett fajként szerepel.